# 판타지 비디오 게임 콘솔
판타지 비디오 게임 콘솔(Fantasy Video Game Console), 혹은 줄여서 판타지 콘솔(Fantasy Console)은 가상의 비디오 게임 콘솔 환경을 실행하는 에뮬레이터이다. 주요 목적은 레트로 게임을 플레이하는 경험을 제공하면서, 실재하는 콘솔 기기를 재현하지 않으므로 개발자가 원하는 대로 가상의 하드웨어 사양을 설정하는 것이다.
유명한 판타지 콘솔의 예시로는 PICO-8이 있으며, 설레스트(비디오 게임)의 초기 플랫폼으로 사용되었다. PICO-8, TIC-80, Pixel Vision 8 등 여러 판타지 콘솔은 루아 (프로그래밍 언어)를 사용하지만, 자바스크립트, 파이썬 같은 다양한 언어를 지원하는 판타지 콘솔들도 있다. 서로 다른 판타지 콘솔이 같은 언어를 사용하더라도 두 콘솔의 게임이 서로 호환되는 것은 아니다. 문법에 다소의 차이가 있거나, 대부분의 경우에는 API가 다르기 때문이다. 이러한 판타지 콘솔 게임 간 차이를 자동으로 변환해 주는 도구도 있으나, 완벽하지는 않다.
2024년 6월 기준, 판타지 콘솔 PICO-8과 TIC-80은 itch.io에 등록된 게임들에 가장 많이 쓰이는 게임 개발 플랫폼 상위 20위 안에 들어 있다.

## 정의
PICO-8의 개발자 Joseph White는 '판타지 콘솔'이라는 용어를 고안하고 다음과 같이 정의했다.
판타지 콘솔은 일반적인 게임 콘솔과 같지만, 실재하는 하드웨어의 불편함을 제거한 것과 같다. PICO-8은 그 외에 콘솔을 콘솔으로 만들어 주는 모든 요소를 갖고 있다. 기기 사양과 화면 포맷, 개발 도구, 디자인 문화, 배포 플랫폼, 커뮤니티와 플레이어들 말이다. 레트로 게임 에뮬레이터와 비슷하지만 기기가 실존한 적은 없다.— zep, "What is A Fantasy Console?", PICO-8 FAQ

개발자 Björn Ritzl에 따르면 판타지 콘솔은 구식 시스템의 제한된 하드웨어 사양을 시뮬레이트하면서 게임 어셋 제작과 로직 프로그래밍을 위한 유저 친화적 내장 도구 모음을 포함한다.